# 3937 Bretagnon
3937 Bretagnon eller 1932 EO är en asteroid i huvudbältet, som upptäcktes 14 mars 1932 av den tyske astronomen Karl Wilhelm Reinmuth i Heidelberg. Den har fått sitt namn efter astronomen Pierre Bretagnon.
Asteroiden har en diameter på ungefär 15 kilometer och den tillhör asteroidgruppen Eos.